# اریمنتاو
اریمنتاو (به لاتین: Ereymentau) یک زیستگاه انسانی در قزاقستان است که در استان آق‌مولا واقع شده‌است.

## خصوصیات
اریمنتاو  ۱۲٬۵۱۸ نفر جمعیت دارد.